# 難波日登志
難波 日登志（なんば ひとし、1960年8月29日 - ）は、日本のアニメ演出家・監督。新潟県出身。過去にテレコム・アニメーションフィルム、東京ムービー、グループ・タックに所属していた。現在はフリー。別名義の三條 なみみ（さんじょう なみみ）での活動もある。

## 参加作品

### 監督作品

#### テレビアニメ
1989年
- ダッシュ!四駆郎（1989年 - 1990年、絵コンテ）※絵コンテは三條なみみ名義

1993年
- ジャングルの王者ターちゃん♡（1993年 - 1994年、ED演出）※ED演出は三條なみみ名義

1995年
- ぼのぼの（1995年 - 1996年、絵コンテ）※絵コンテは三條なみみ名義

1996年
- YAT安心!宇宙旅行（1996年 - 1997年、絵コンテ・演出）※絵コンテ・演出は三條なみみ名義

1998年
- YAT安心!宇宙旅行（第2期、絵コンテ・演出）※絵コンテ・演出は三條なみみ名義

2001年
- グラップラー刃牙（絵コンテ、OP・ED演出）

2010年
- HEROMAN（絵コンテ、OP1・ED2絵コンテ、ED1ディレクター）※絵コンテは三條なみみ名義

2011年
- GOSICK -ゴシック-（絵コンテ・原画）※絵コンテ・原画は三條なみみ名義

2016年
- Fate/Grand Order -First Order-（絵コンテ）※絵コンテは三條なみみ名義

2017年
- いつだって僕らの恋は10センチだった。（総監督、絵コンテ）※絵コンテは三條なみみ名義
- Fate/Grand Order -MOONLIGHT/LOSTROOM-（総監督、絵コンテ）※絵コンテは三條なみみ名義

2018年
- ゴールデンカムイ（2018年 - 2020年、絵コンテ）※絵コンテは三條なみみ名義

2021年
- アイ★チュウ（絵コンテ）※絵コンテは三條なみみ名義

2023年
- トモちゃんは女の子!（絵コンテ）※絵コンテは三條なみみ名義

2025年
- ＃コンパス2.0 戦闘摂理解析システム（絵コンテ）※絵コンテは三條なみみ名義

#### 劇場アニメ
1993年
- 3丁目のタマ おねがい!モモちゃんを捜して!!（絵コンテ）※絵コンテは三條なみみ名義

2005年
- それいけ!アンパンマン くろゆき姫とモテモテばいきんまん

#### OVA
1991年
- スケバン刑事（アニメーション監督・ディレクター、絵コンテ）※絵コンテは三條なみみ名義

1992年
- ドラゴンスレイヤー英雄伝説　王子の旅立ち（絵コンテ）

2003年
- はじめの一歩 間柴vs木村 死刑執行（絵コンテ）

#### Webアニメ
2024年
- ライジングインパクト

#### ゲーム内アニメ
2012年
- レイトン教授VS逆転裁判（アニメーションパート監督、絵コンテ）※絵コンテは三條なみみ名義

### 絵コンテ・演出など

#### テレビアニメ（絵コンテ・演出など）
1982年
- 忍者マン一平（原画）
- スペースコブラ（1982年 - 1983年、原画）

1987年
- ミスター味っ子（1987年 - 1989年、絵コンテ）

1988年
- それいけ!アンパンマン（1988年 - 、絵コンテ・演出）※絵コンテは三條なみみ名義
- 美味しんぼ（1988年 - 1992年、原画）※三條なみみ名義

1989年
- らんま1/2 熱闘編（1989年 - 1992年、原画）※三條なみみ名義

1991年
- おばけのホーリー（1991年 - 1992年、絵コンテ・演出）※絵コンテは三條なみみ名義
- チエちゃん奮戦記 じゃりン子チエ（1991年 - 1992年、原画）※三條なみみ名義

1992年
- ヤダモン（1992年 - 1993年、絵コンテ・演出）※絵コンテは三條なみみ名義

1993年
- 3丁目のタマ うちのタマ知りませんか?［第1期］（シリーズコーディネイション）

1995年
- 飛べ!イサミ（1995年 - 1996年、絵コンテ）※三條なみみ名義

1996年
- こどものおもちゃ（1996年 - 1998年、#4絵コンテ・演出）※絵コンテは三條なみみ名義

1997年
- 吸血姫美夕（1997年 - 1998年、演出）※三條なみみ名義

1999年
- キョロちゃん（1999年 - 2001年、絵コンテ）※三條なみみ名義

2000年
- はじめの一歩（2000年 - 2002年、演出）

2001年
- 仰天人間バトシーラー（2001年 - 2002年、絵コンテ）
- SAMURAI GIRL リアルバウトハイスクール（絵コンテ）
- キャプテン翼（2001年 - 2002年、絵コンテ）
- カスミン（2001年 - 2003年、絵コンテ）

2002年
- 満月をさがして（2002年 - 2003年、絵コンテ）
- あたしンち（2002年 - 2009年、グループ・タック制作協力話の時に絵コンテ・演出を担当）

2003年
- 冒険遊記プラスターワールド（2003年 - 2004年、絵コンテ）

2004年
- エリア88（絵コンテ）
- アガサ・クリスティーの名探偵ポワロとマープル（2004年 - 2005年、絵コンテ）
- Φなる・あぷろーち（絵コンテ）

2005年
- まじめにふまじめ かいけつゾロリ（2005年 - 2007年、#69絵コンテ）
- 交響詩篇エウレカセブン（2005年 - 2006年、#6・28絵コンテ）

2006年
- うたわれるもの（#3・9絵コンテ）
- まもって!ロリポップ（#2絵コンテ）
- ギャラクシーエンジェる〜ん（#6絵コンテ）
- 人造昆虫カブトボーグ V×V（2006年 - 2007年、#5絵コンテ）

2007年
- セイント・ビースト 〜光陰叙事詩天使譚〜（#7絵コンテ）

2009年
- 鋼の錬金術師 FULLMETAL ALCHEMIST（2009年 - 2010年、#4・32・51・57絵コンテ）※三條なみみ名義

2011年
- UN-GO（#4絵コンテ）※三條なみみ名義

2012年
- たまごっち!（#112絵コンテ）※三條なみみ名義
- エウレカセブンAO（#11・14・15・16・20絵コンテ）※三條なみみ名義

2013年
- 絶園のテンペスト（#14・20絵コンテ）※三條なみみ名義
- はたらく魔王さま！（#13絵コンテ）※三條なみみ名義
- ステラ女学院高等科C3部（#5絵コンテ）※三條なみみ名義

2014年
- スペース☆ダンディ（#4絵コンテ） ※三條なみみ名義
- そにアニ -SUPER SONICO THE ANIMATION-（#4絵コンテ） ※三條なみみ名義
- ノブナガ・ザ・フール（#12絵コンテ） ※三條なみみ名義
- 棺姫のチャイカ（#3・8・9絵コンテ） ※三條なみみ名義
- ソウルイーターノット!（#9・11絵コンテ） ※三條なみみ名義
- テンカイナイト（#13・21・28・40絵コンテ） ※三條なみみ名義
- 棺姫のチャイカ AVENGING BATTLE（#2・7・8絵コンテ） ※三條なみみ名義
- 寄生獣 セイの格率（#10・16・22絵コンテ） ※三條なみみ名義

2015年
- 俺物語!!（#5・11絵コンテ） ※三條なみみ名義
- SHOW BY ROCK!!（#8絵コンテ） ※三條なみみ名義
- 赤髪の白雪姫（#3・7・15・16・20絵コンテ） ※三條なみみ名義
- コンクリート・レボルティオ〜超人幻想〜（2015年 - 2016年、#5・11・13・14・19絵コンテ） ※三條なみみ名義
- うしおととら（2015年 - 2016年、#19・28・38絵コンテ） ※三條なみみ名義

2018年
- 刻刻（#7絵コンテ） ※三條なみみ名義
- からくりサーカス（2018年 - 2019年、#34絵コンテ）※三條なみみ名義

2019年
- 荒ぶる季節の乙女どもよ。（#4絵コンテ）※三條なみみ名義

2022年
- 群青のファンファーレ（#2絵コンテ）※三條なみみ名義
- ヒロインたるもの!〜嫌われヒロインと内緒のお仕事〜（#2絵コンテ）※三條なみみ名義

#### 劇場アニメ（絵コンテ・演出など）
1978年
- ルパン三世 ルパンVS複製人間（動画）※ノンクレジット

1979年
- ルパン三世 カリオストロの城（動画）

1981年
- じゃりン子チエ（動画）

1982年
- おはよう!スパンク（原画・動画チェッカー）

1992年
- 楽しいムーミン一家 ムーミン谷の彗星（原画）

2000年
- それいけ!アンパンマン 人魚姫のなみだ（絵コンテ）

2004年
- 劇場版ポケットモンスター アドバンスジェネレーション 裂空の訪問者 デオキシス（絵コンテ）

2011年
- UN-GO episode:0 因果論（絵コンテ）※三條なみみ名義

#### OVA（絵コンテ・演出など）
1988年
- エースをねらえ!2（絵コンテ・演出）

1992年
- ドラゴンスレイヤー英雄伝説 王子の旅立ち（絵コンテ・原画）

2004年
- あじさいの唄（絵コンテ）

2009年
- 鋼の錬金術師 FULLMETAL ALCHEMIST DVD 第1巻 映像特典『盲目の錬金術師』（絵コンテ）※三條なみみ名義

2012年
- FAIRY TAIL（OP2演出）

#### Webアニメ（絵コンテ・演出など）
2019年
- SUPER SHIRO（2019年 - 2020年、#41絵コンテ）※三條なみみ名義